# Alexander Sánchez (football)
Pour les articles homonymes, voir Alexander Sánchez (homonymie).
Alexander Gustavo Sánchez Reyes, né à Lima le 6 juin 1984, est un footballeur péruvien jouant au poste de milieu de terrain.

## Biographie

### Carrière en équipe nationale
International péruvien de 2006 à 2009, Alexander Sánchez compte 12 sélections en équipe du Pérou. Il participe notamment à quatre rencontres des éliminatoires de la Coupe du monde 2010. Il marque son seul but international à l'occasion d'un match amical face à la Jamaïque, le 15 novembre 2006, à Kingston (match nul 1-1).

## Palmarès
| Alianza Lima - Championnat du Pérou (2) : - Champion : 2003 et 2004. |  | Universidad San Martín - Championnat du Pérou (1) : - Champion : 2008. |  | Universidad César Vallejo - Championnat du Pérou D2 (1) : - Champion : 2018. |